# شکل قدیمی اسرائیل
شِکِل قدیمی اسرائیل (به انگلیسی: Old Israeli shekel) (به زبان بومی: שקל) یکای پول رایج در کشور اسرائیل از ۱۹۸۰ تا ۱۹۸۵ بود. مسئولیت کنترل این واحد پولی برعهدهٔ بانک اسرائیل قرار داشت.